# Ampelisca soleata
Ampelisca soleata är en kräftdjursart. Ampelisca soleata ingår i släktet Ampelisca och familjen Ampeliscidae. Inga underarter finns listade i Catalogue of Life.